# Koháry Imre
Koháry Imre (?-1573. április 2. után) török kori végvári katona.

## Élete
1558-ban Ficsor Mihály csábrági kapitány helyettese, majd 1561-ig a vár kapitánya, amikor azt Krusich János bírta zálogjogon. 1562-ben a szécsényi ütközetben Krusich-al együtt török fogságba eshetett. 1568-1573 között Krusich János alatt korponai alkapitány.
Felesége Jákóffy Katalin, fia Koháry Péter 1616-ban báró lett.